# Lucien Peyriguère
 (août 2022).
Si vous disposez d'ouvrages ou d'articles de référence ou si vous connaissez des sites web de qualité traitant du thème abordé ici, merci de compléter l'article en donnant les références utiles à sa vérifiabilité et en les liant à la section « Notes et références ».
Lucien Peyriguère (1923-1999), médecin de profession, est un homme politique français.

## Biographie
Il est né d’une famille modeste de trois garçons, à Paris. Alors que son père est à la guerre, Lucien fait ses études de médecine. Il se marie avec Marie-Louise Pelloux le 4 juin 1952, et vient s’installer à Combs-la-Ville le 14 septembre 1953 où il crée un centre médical. Combs-la-Ville compte alors seulement 3 000 habitants. 
Il est élu maire de Combs-la-ville en 1959 et restera premier magistrat de la commune pendant 18 ans.
Il permettra à la commune de s’agrandir et de se donner les structures dont elle avait grand besoin : éclairage des rues, tout  à l’égout, établissements scolaires (école Hottinguer, groupe scolaire Paloisel, collège Beausoleil), établissements de restauration scolaire, résidence pour personnes âgées, stade, piscine, salle des fêtes, gare routière, crèches.
Il est le premier président du syndicat des villes nouvelles en 1974. Lucien Peyriguère est à l’origine du jumelage avec Duderstadt en mai 68. Il est aussi le créateur du blason de la commune dessiné par Pierre Louis des archives départementales.
En 1975, deux ans avant la fin de son dernier mandat, la commune compte 11 093 habitants, presque trois fois plus que lors de son arrivée à la tête de la mairie Combs-la-Villaise.
Son dernier mandat se termine le 13 mars 1977, quand Alain Vivien lui succède.
Atteint d’une longue maladie grave, et après des mois de souffrance, Lucien Peyriguère s’est éteint à son domicile, le dimanche 21 novembre 1999, près de sa famille. Il avait 76 ans. Lors de la cérémonie à l’église avec le père José Antonini on remarquait dans l’assistance Guy Geoffroy, de nombreux élus, mais aussi Jean-Jacques Fournier, président du SAN, Line Magne, directeur du SAN, des anciens conseillers municipaux et beaucoup d’amis qui l’ont connu et apprécié.
Après un hommage de son épouse et de un de ses fils, Claude, Guy Geoffroy a retracé avec beaucoup d’émotion dans la voix, les moments forts de sa carrière, de son mandat, en mettant l’accent sur son amour de la famille, son dévouement pour les autres, et la volonté de réussir ses projets.

## Récompense
Le 25 juin 1999, Guy Geoffroy (entouré de nombreux élus) a remis à Lucien Peyriguère, seul maire de la commune à avoir cumulé 3 mandats, la médaille d’or de la ville ainsi que le premier exemplaire de diplôme décerné par le préfet par arrêté préfectoral du 8 avril 1999.